# فینشتاین ۱۰۹۸۸
سیارک ۱۰۹۸۸ (به انگلیسی: 10988 Feinstein، نامگذاری:1968OL) ده هزار و نهصد و هشتاد و هشتمین سیارک کشف شده‌است که در ۲۸ ژوئیه ۱۹۶۸ کشف شد.